# BD Barcelona Design
BD Barcelona Design es una empresa de diseño de mobiliario fundada por un grupo de diseñadores catalanes en 1972 en Barcelona, España. BD posee un showroom propio en el barrio barcelonés de El Poblenou, y su producción está destinada principalmente a empresas, aunque también venden al particular. El actual director general de BD es Jordi Arnau.

## Historia
BD fue fundada en 1972 como productora del Estudio d'Arquitectura PER, por los diseñadores Oscar Tusquets, Pep Bonet, Cristian Cirici, Lluís Clotet y Mireia Riera. Su primer nombre, Bocaccio Design hacía referencia al club nocturno Sala Bocaccio, ya que allí fue ideada. La Sala Bocaccio, diseñada por el interiorista Xavier Regàs y dirigida por su hermano Oriol Regàs, era la sede del movimiento bohemio barcelonés Gauche Divine. Un año más tarde, cambiarían al nombre «BD Ediciones de Diseño».
En 2021, uno de sus proyectos de mayor envergadura ha sido la disposición de la tribuna del mayor estadio de cricket de Londres, Lord's Cricket Ground. Ese mismo año, Jordi Arnau anunció en una entrevista que «el 90% de los ingresos ya proceden del extranjero, especialmente de China, Corea del Sur, Australia, Tailandia, Suiza, el Reino Unido o Italia».

## Catálogo y diseñadores
Entre su catálogo se encuentran una serie de muebles diseñados por Salvador Dalí, de los cuales BD posee la exclusividad de producción. La silla y la mesa Leda, materializadas por el escultor Joaquim Camps, fueron extraídas del cuadro de Dalí Femme à la tête rose (1935). Asimismo poseen la licencia exclusiva para producir ciertas artesanías modernistas diseñadas por Antoni Gaudí, varias sillas, espejos, sillones y otros muebles de las casas Calvet y Batlló. 
Entre los diseñadores que han creado piezas para BD se encuentran: Konstantin Grcic, Alfredo Häberli, Jaime Hayon, Ross Lovegrove y Javier Mariscal, entre otros.
Entre los diseños clásicos de la firma se encuentran el florero Shiva (1973) de Ettore Sottsass, los bancos BDLove (2001) de Ross Lovegrove y la colección de muebles Showtime (2006), de Jaime Hayon.

## Reconocimientos
- 1989: Premio Nacional de Diseño
- 1990: Premio a la Mejor Empresa Europea de Diseño